# Dendrite (metallurgia)

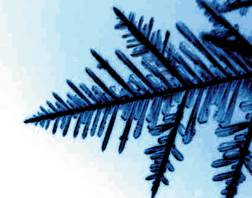
Formazione di una dendrite di ghiaccio in un fiocco di neve

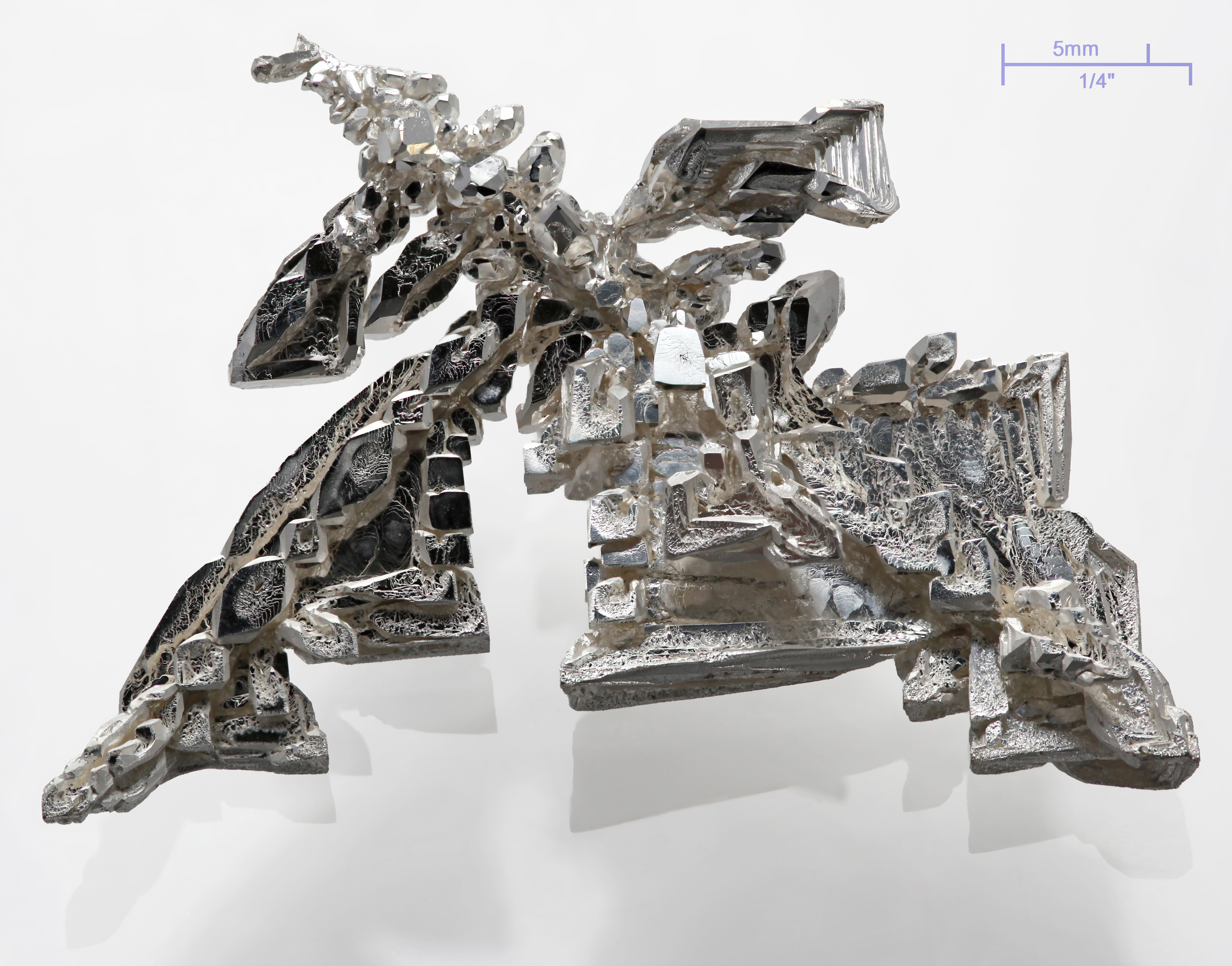
Cristallo di argento con una struttura dendritica visibile

In metallurgia, una dendrite è una struttura ad albero caratteristica di cristalli formatisi nella solidificazione di metalli e leghe metalliche.
Tale forma è legata alla rapida crescita del cristallo lungo direzioni cristallografiche energeticamente favorevoli e va ad influire fortemente sulle proprietà del materiale. Solitamente questo tipo di struttura si ha in presenza di leghe metalliche multifase che devono essere raffreddate a temperature molto al di sotto del punto di solidificazione.
Infatti, con raffreddamenti rapidi la solidificazione può essere talmente rapida che la composizione della lega che solidifica può essere diversa dalla concentrazione complessiva del fluido di partenza. Differenti concentrazioni implicano differenti punti di fusione.

L'aumento di concentrazione del metallo con punto di fusione più basso fa sì che il punto di solidificazione della soluzione ancora liquida diminuisca rendendo più difficile l'ulteriore solidificazione. In questo modo la solidificazione prosegue lungo le zone più sporgenti del fronte dove si ha un migliore smaltimento del calore causando la struttura dendritica.
Il raffreddamento rapido produce una maggior nucleazione di nuovi cristalli, in questo modo le dendriti risultano essere di dimensioni ridotte perché la loro crescita è ostacolata dall'accrescersi di quelle limitrofe. Mentre un raffreddamento più lento porta a dendriti di dimensioni maggiori. 
Dendriti di piccole dimensioni sono caratteristiche di materiali duttili. Inoltre riducono di molto la porosità del materiale, creando anche cristalli ben incastrati e resistenti al creep.
La crescita delle dendriti e le conseguenti proprietà del materiale che ne derivano sono facilmente visibili nel processo di saldatura. Anche nei pezzi ottenuti per fusione è possibile vedere le dendriti tramite sezionamento e lucidatura della sezione.